# 中越秋海棠
中越秋海棠（学名：Begonia sinovietnamica）是秋海棠科秋海棠属的植物。分布在中国大陆的广西等地，生长于海拔230米的地区，一般生于山坡林下及水旁，目前尚未由人工引种栽培。